# Лопон Цечу
Лопен Цечу Ринпоче (Lopon Tsechu) (1918 — 10 июня 2003) — великий учитель тибетского буддизма, имевший много учеников на Востоке и на Западе.

## Детство
Лопен Цечу Ринпоче родился и провёл детство в деревне Нобуганг (нем. Nobugang) в восточном Бутане. Когда ему было 10 лет (по другим источникам — 13 лет) его отец и многие родственники в деревне умерли от холеры, поэтому его мать собрала детей и четыре месяца добиралась через Тибет в Непал к родственникам. Там Лопен Цечу Ринпоче начал учиться у своего дяди Шераба Дордже Ринпоче (нем. Sherab Dorje Rinpoche), который был просвещенным ламой, ранее жил в Бутане, был там кхенпо и целителем, а затем был послан королём Бутана в Непал, поэтому дядя был близок с королевскими семьями Бутана и Непала.

## Начало деятельности
Он обучался у великих учителей крупнейших буддийских школ, особенно Друкпа Кагью и Карма Кагью. После встречи с 16-м Гьялва Кармапой Рангджунгом Ригпе Дордже в Бутане в 1944 году Лопен Цечу стал его близким учеником и получил от него наиболее существенные знания о Карма Кагью. Кармапа сказал следующее о Ринпоче: «Если бы я был Буддой, то он был бы Анандой». Ананда был главным учеником Будды. Кроме того, Лопен Цечу получил знания у других великих учителей тибетского буддизма (школ Гэлуг, Сакья, Ньингма). Он был одним из последних лам, обучавшихся в старом Тибете.

## Активная деятельность
После оккупации Тибета Китаем Лопон Цечу переехал в Катманду, откуда оказывал огромное влияние на распространение буддизма, особенно на буддийские общины в Непале, где его уважали как великого ламу и умелого политика. В 1980-х годах непальский король и правительство назначили Лопон Цечу ответственным за буддийскую деятельность в Непале. Ринпоче старался распределить правительственные дотации между 2 000 монастырями по всей стране, помогал беженцам из Тибета обустраиваться в Непале. Он отдавал много сил и энергии, чтобы поддерживать существующие монастыри и развивать новые проекты. Ринпоче занимал эту должность более 20 лет. На протяжении всех лет жизни Лопен Цечу Ринпоче сохранял связи с Бутаном (в том числе с королевской семьёй Бутана), где его почитали и ценили. Лопен Цечу Ринпоче в 1988 году первым начал давать уроки на Западе для многих студентов. В последующие 15 лет Лопон Цечу отправлял службу для тысяч людей в Европе, России и Америке.
В 1997 году Лопен Цечу учредил центр Buddha Dharma Centre возле храмового комплекса Сваямбунатх в Катманду.
Лопен Цечу построил много ступ на Востоке и Западе. Главное его наследие — ступа Просветления в муниципалитете Бенальмадена (Малага, Испания) высотой 33 метра (крупнейшая ступа в западном мире). Она была открыта в 2003 году.
Лопен Цечу был первым учителем Оле Нидала, основателя и лидера Алмазного пути.
Лопен Цечу скончался 10 июня 2003 года, не дожив четырёх месяцев до освящения ступы Просветления, семнадцатой ступы, построенной им в Европе и на Кавказе.